# Emil Gargorov
Emil Lui Gargorov (né le 15 février 1981 à Sofia) est un footballeur bulgare.

## Biographie
Ce joueur de 1,67 mètre pour 61 kilos a inscrit 57 buts en 121 matches pendant son passage au CSKA Sofia. Il fut aussi désigné deux fois meilleur jeune du championnat bulgare et également, meilleur joueur du CSKA Sofia en 2003. Il a connu sa première sélection lors du match Mexique-Bulgarie le 24 janvier 2001.
Son palmarès se résume, pour le moment, à trois championnat bulgare remporté (en 2003, 2005 et 2008).
Handicapé par de nombreuses blessures à Strasbourg et des malentendus il joue très peu pendant ses deux premières années.
Prêté de janvier à juillet 2008 au CSKA Sofia, il joue 13 matchs et participe à l'obtention de son 3e titre de champion de Bulgarie. Le club bulgare étant en faillite, il ne peut payer l'indemnité de transfert de 350 000 euros demandé par le RC Strasbourg. De retour en Alsace, Jean-Marc Furlan souhaite lui confier un rôle majeur au sein de l'équipe 2008-09. Il décide ainsi de prolonger son contrat jusqu'en juin 2012.
En juin 2010, il rompt son contrat avec le RC Strasbourg et signe pour deux saisons à l'Universitatea Craiova.
En juillet 2014, il signe en Chine au Shijiazhuang Yongchang.

## Clubs
| Saison        | Club                  | Pays     | Division | Matches | Buts | Europe (match/but)  | Sélection (match/but) |
| ------------- | --------------------- | -------- | -------- | ------- | ---- | ------------------- | --------------------- |
| 1998-1999     | Lokomotiv Sofia       | Bulgarie | 1        | 6       | 1    |                     |                       |
| 1999-2000     | Lokomotiv Sofia       | Bulgarie | 1        | 24      | 7    |                     |                       |
| 2000-2001     | Lokomotiv Sofia       | Bulgarie | 1        | 20      | 5    |                     |                       |
| 2001-2002     | Lokomotiv Sofia       | Bulgarie | 1        | 17      | 2    |                     |                       |
| 2002-2003     | FK CSKA Sofia         | Bulgarie | 1        | 24      | 14   | C3 (4/2)            |                       |
| 2003-2004     | FK CSKA Sofia         | Bulgarie | 1        | 21      | 15   | C1 (4/0) + C3 (2/0) | 1/0                   |
| 2004-2005     | FK CSKA Sofia         | Bulgarie | 1        | 22      | 9    | C3 (4/1)            | 2/0                   |
| 2005-2006     | FK CSKA Sofia         | Bulgarie | 1        | 25      | 12   | C1 (4/1) + C3 (6/1) | 5/0                   |
| 2006-2007     | RC Strasbourg         | France   | 2        | 2       | 0    |                     | 1/0                   |
| 2007-déc 2007 | RC Strasbourg         | France   | 1        | 2       | 0    |                     |                       |
| jan 2008-2008 | FK CSKA Sofia (prêt)  | Bulgarie | 1        | 13      | 0    |                     |                       |
| 2008-2009     | RC Strasbourg         | France   | 2        | 26      | 4    |                     |                       |
| 2009-2010     | RC Strasbourg         | France   | 2        |         |      |                     |                       |
| 2010-2011     | Universitatea Craiova | Roumanie | 1        |         |      |                     |                       |

## Palmarès
- Championnat bulgare :
  - Champion en 2003, 2005 et 2008 (CSKA Sofia)
  - Champion en 2012 et 2013 (Ludogorets Razgrad)
- Coupe de Bulgarie :
  - Vainqueur en 2006 (CSKA Sofia)
  - Finaliste en 2004, 2005 (CSKA Sofia)